# Фрайна, Жанель Мэй
Жанель Мэй Фрайна (англ. Janelle Mae Frayna; род. 19 мая 1996, Легаспи) — филиппинская шахматистка, гроссмейстер среди женщин (2017). Победительница чемпионата Филиппин по шахматам среди женщин (2013, 2016, 2021).

## Биография
Жанель Мэй Фрайна родилась в Легаспи в провинции Албай в семье Джорджа и Сони Фрайн. Она единственная дочь своих родителей, и у неё есть два брата. Она училась в колледже в Легаспи, где постоянно была отличницей. После окончания колледжа Фрайна поступила в Дальневосточный университет в Маниле на стипендию, которую она получила на третьем курсе средней школы. С 2016 года она изучает психологию в университете.
Жанель Мэй Фрайна начала играть в шахматы в 11 лет, присоединившись к шахматному клубу «Magayon». Она начала проявлять интерес к спорту, когда ещё была ученицей начальной школы. В течение первых двух лет в старшей школе она участвовала в шахматных турнирах во время разных соревновании между филиппинскими школами.
На чемпионате Филиппин по шахматам среди женщин Жанель Мэй Фрайна стала трёхкратной чемпионкой в 2013, 2016 и 2021 году. Она также неоднократно становилась чемпионкой стран АСЕАН по шахматам среди девушек в разных возрастных группах. Пройдя от шести до восьми месяцев интенсивного обучения, она поступила в Филиппинскую академию шахматного мастерства в 2010 году. В 2011 году она выиграла национальный юношеский турнир Филиппин и стала одним из самых молодых победителей этого турнира.
Впервые Жанель Мэй Фрайна победила гроссмейстера и международного мастера, мужчин, на турнире «Битва гроссмейстеров» в июле 2014 года, став первой женщиной, сделавшей это. Она также стала первой женщиной, прошедшей квалификацию в мужской дивизион указанного турнира, став одним из шести лучших игроков соревнований 2014 года.
На 42-й шахматной олимпиаде, состоявшейся в сентябре 2016 года, Жанель Мэй Фрайна выполнила свою последнюю норму гроссмейстера и получила право на звание гроссмейстера среди женщин. После этого успеха средства массовой информации окрестили её первой женщиной-гроссмейстером на Филиппинах.
Жанель Мэй Фрайна была номинирована шахматной федерацией Филиппин на участие в кубке мира ФИДЕ среди женщин 2021 года, после того, как Филиппины получили одно из 39 персональных приглашении для участие в этом турнире.
В июле 2021 года Жанель Мэй Фрайна приняла участие в Кубке мира по шахматам среди женщин в Сочи, где в 1-м туре проиграла венгерской шахматистке Хоанг Тхань Чанг со счётом 1,5:2,5.
За успехи в турнирах ФИДЕ присвоила Жанель Мэй Фрайне звание международного мастера среди женщин (WIM) в 2014 году и международного гроссмейстера среди женщин (WGM) в 2017 году.

## Изменения рейтинга
| Графики недоступны из-за технических проблем. См. информацию на Фабрикаторе и на mediawiki.org. |